# The Eyes of Truth
The Eyes of Truth е вторият сингъл от втория студиен албум „The Cross of Changes“ на немската ню ейдж/електронна група Енигма. Песента е издадена на 8 април 1994 от Върджин/EMI.
Както Age of Loneliness, така и тази песен ползват семпли от монголска фолклорна музика и от филма на Ан Дъдли „Songs from the Victorious City“. Други използвани семпли са от песента на U2 „Ultraviolet“, на Питър Гейбриъл „Kiss That Frog“ и на Дженезис „Dreaming While You Sleep“.
През 1999 песента добива допълнителна популярност след като е използвана за световния трейлър на американския научнофантастичен екшън „Матрицата“ на Братя Уашовски, както и на филма „The Long Kiss Goodnight“ на Рени Харлин. Както и в много други случаи песента от трейлъра впоследствие не фигурира нито във филма, нито в саундтрака.

## Песни
1. Radio Edit – 4:36
2. Album Version – 7:27
3. "The Götterdämmerung Mix (The Twilight Of The Gods)" – 7:17
4. Dub Version – 5:34